# Balthasar Kircher

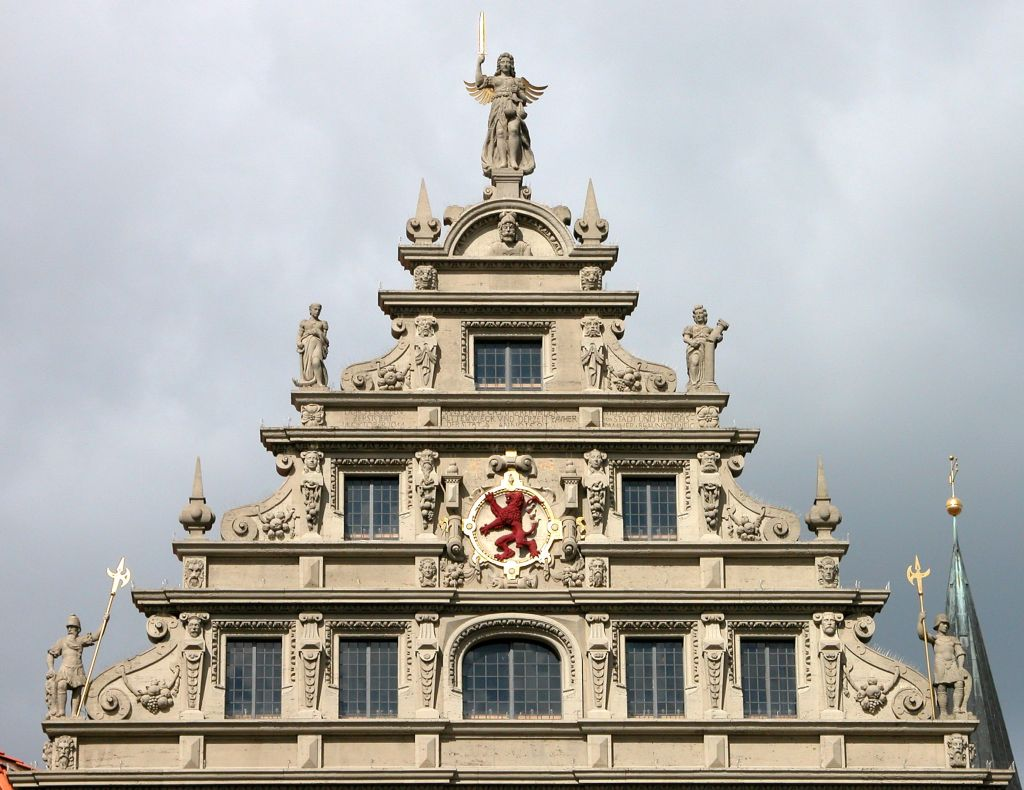
Giebel des Braunschweiger Gewandhauses mit den fünf Plastiken

Balthasar Kircher (* in Baden-Baden; † nach 1601 in Braunschweig) war ein Steinmetz und Steinbildhauer der Renaissance in Braunschweig, der aus der Markgrafschaft Baden stammte und in Braunschweig am Gewandhaus und an der Martinsschule wirkte. Seine bedeutendsten Bildhauerarbeiten waren die fünf Freiplastiken am Gewandhaus.

## Leben
Kircher lebte im Braunschweiger Weichbild Altewiek, wo er für die Pastoren der Magnikirche sowie für die Armen des Kirchensprengels Geld spendete. Für seine Leistungen als Steinbildhauer am Ostgiebel des Gewandhauses erhielt er 1591 ehrenhalber und kostenlos das Bürgerrecht der Altstadt zugesprochen. Dies ist vor allem deswegen bemerkenswert, weil der Erwerb des städtischen Bürgerrechts ansonsten nur auf Antrag möglich und mit Kosten verbunden war.
Im Pestjahr 1597 machte er am 30. Oktober sein Testament, das er aber überlebte, denn er war nachweislich 1601 noch am Leben. Er hatte einen unehelichen Sohn Otto, dessen Unterhalt bis zur Mündigkeit aus den Zinsen von 100 Goldtalern bestritten werden sollte. Neben seinem Sohn bedachte er weitere Steinhauer und Maurer, als er sein Vermächtnis bei seinen Geschwistern in Straßburg hinterlegte.

## Werk

### Gewandhaus

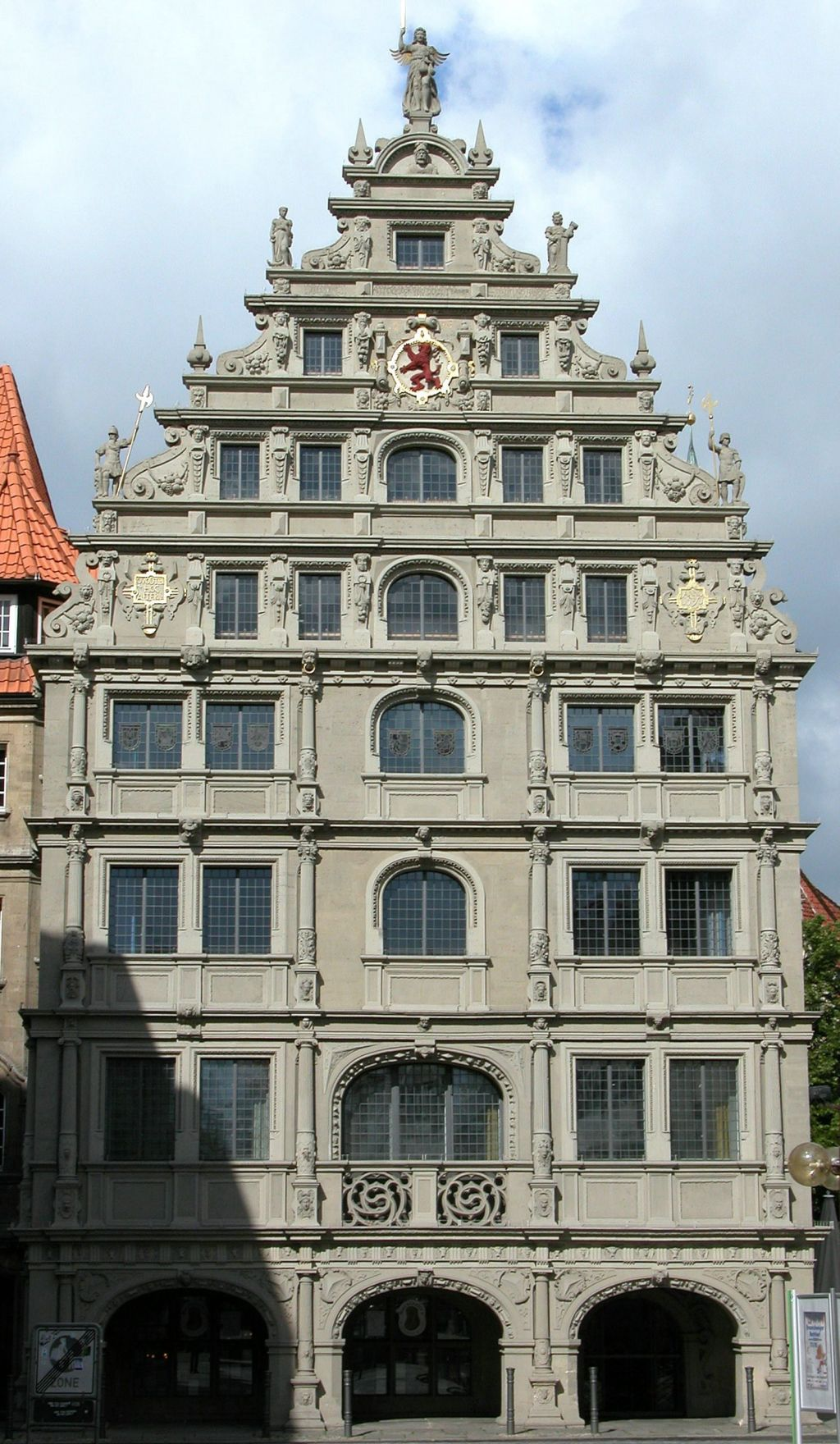
Ostfassade des Gewandhauses (1948 bis 1950 wieder aufgebaut)

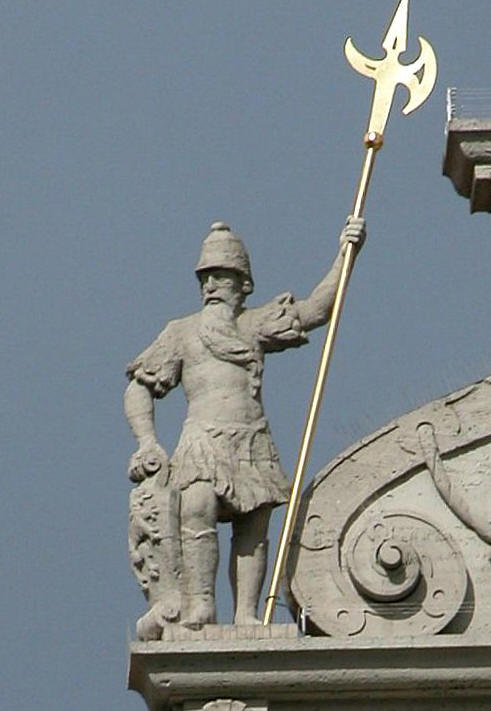
Soldat mit Hellebarde auf der Gewandhaus-Ostfassade

Das Gewandhaus gilt als eines der bedeutendsten Renaissance-Bauwerke Norddeutschlands. Nachdem es durch die zahlreichen Bombenangriffe des Zweiten Weltkrieges schwer beschädigt worden war, wurde es von 1948 bis 1950 wieder aufgebaut.
Balthasar Kircher wurde lange Zeit als der Architekt des Gewandhauses angesehen, bis nachgewiesen werden konnte, dass dies Hans Lampe, ein Ratsherr der Altewiek und Generalbaumeister Braunschweigs in den Jahren 1589 bis 1593 war. Zu dieser Irritation kam es vermutlich, da von beiden ein Monogramm am Bauwerk in Stein eingeschlagen war. Lampe kann die Planung und die geometrische Grundkonstruktion zugeschrieben werden. Nach dem heutigen Wissensstand war Kircher mit der Herstellung der Ostfassade des Gewandhauses beauftragt, später – Ende August 1590 – kam ein weiterer Steinbildhauer, Jürgen Röttger, zur Beschleunigung des Baufortschritts, der an der Fassade mit teilplastischen Reliefarbeiten beauftragt wurde, hinzu. Die fünf vollplastischen Arbeiten (Krieger mit Hellebarde, darüber die Tugenden der Hoffnung und Stärke, ganz oben Justitia mit Schwert und Waage) stellte anhand vorliegender Rechnungen die Werkstatt von Kircher her.

### Bauablauf
Die Steinmetz- und Steinbildhauerarbeiten der Werkstatt von Kircher wurden im sogenannten Bickhause (Werkstatt) am Brüdernfriedhof ausgeführt. Bezahlt wurde nach Fertigstellung der Arbeiten, die Steinmetzen erhielten beispielsweise für die am 10. Januar 1590 fertiggestellten Bogenstücke und Gesimse des ersten Geschosses am 18. Januar ihren Lohn.
Die Arbeiten schritten schnell voran. Am 4. April begannen die Maurer mit der Abbrucharbeit des alten Giebels und am 18. April mit den Fundamenten. Am 2. Mai begann die Versetzarbeit des Giebels. Zur Beschleunigung des Baufortschritts war der Bildhauer Röttger Ende August 1590 beauftragt worden acht Säulen und 15 Köpfe (vermutlich davon 14 Löwenköpfe an den bereits versetzten Architravsteinen des unteren Laubengangs) anzufertigen. Hierfür wurde er am 17. Oktober mit 6 Mark 3 Schilling bezahlt. Am 18. Juli wurden weitere Bogenstücke und Gesimse bezahlt (vermutlich in der Mitte des ersten Geschosses).
Im ersten Vierteljahr 1591 wurde erneut ein Auftrag für besonders gestaltete Werkstücke (davon am 23. Januar vermutlich Löwenköpfe und Voluten) und am 27. März und 3. April Arbeit an den Bildern (vermutlich die Freiplastiken) erteilt. Am 10. Mai wurde die Rechnung für die fünf Freiplastiken nach dem Versetzen beglichen. Paul Jonas Meier nimmt an, dass die fünf Freiplastiken, inklusive der dazugehörigen Obelisken und Voluten, von den zuletzt verbliebenen Gesellen, Hans Holsten, Heinrich von Gilhausen, Hans von Ettlingen und Hans von Eisleben unter Federführung des Meisters Balthasar Kircher angefertigt wurden.

### Baubeteiligte
In den Rechnungen Kirchers finden sich siebenundzwanzig verschiedene Steinmetzen, die in seiner Werkstatt beschäftigt waren. Es waren jedoch nicht siebenundzwanzig gleichzeitig beschäftigte Handwerker und Bildhauer, denn die Beschäftigtenzahl schwankte und erreichte maximal vierzehn: In den ersten beiden Monaten 1590 waren es sieben bis acht, ab dem 28. Februar zehn bis zwölf, vom 25. April an bis zu dreizehn, am 15. August sogar bis zur Höchstzahl von vierzehn, vom 5. September an beginnt die Zahl wieder auf sechs bis sieben zu sinken, bis am 12. Dezember nur noch einer bleibt, um nochmals vom 16. Januar 1591 auf drei bzw. vier anzusteigen um am 10. April 1591 mit zwei die Baumaßnahme abzuschließen.
In den Unterlagen ist vermerkt, dass der „Meister“ zunächst 6 Schilling und 9 Pfennig täglich erhielt und ab dem 14. März 1590 7 Schilling und 6 bis 9 Pfennig. Bemerkenswert ist, dass in der Bezahlung zwischen „einheimischen“ und „fremden“ „Gesellen“ unterschieden wurde. Die einheimischen Gesellen erhielten 2 Schilling und 6 Pfennig, später 3 Schilling. Die wandernden Gesellen erhielten 3 Schilling und 9 Pfennig und ab dem 25. April 1590 4 Schilling und 9 Pfennig. Zusätzlich bekamen letztere 1 Schilling je Woche für das Schärfen und Schmieden ihrer Werkzeug inklusive eines Stobengelds (Unterkunftsgeld). Unter den 27 Gesellen waren lediglich 5 ortsansässige Gesellen, die in den Rechnungen unter den Steinhauern und Maurern und nicht bei den Steinmetzen aufgeführt sind. Die fremden Gesellen kamen aus Überlingen, Zürich, Heidelberg, Heilbronn, München, Würzburg, Königssee, Ettlingen, Saalfeld, Jena, Weimar, Trier, Brüssel, Aschersleben und Eisleben. Es war kein Zufall, dass Kircher Steinmetzen und Steinbildhauer aus dem Süden, Westen und Mitteldeutschland beschäftigte, kam er doch selbst aus dem Süden und da im damaligen Braunschweig selten hochwertige Steinbauarbeiten auszuführen waren, konnte Kircher nicht auf einheimische Fachkräfte zurückgreifen, weil diese die geforderte Ausbildung und Erfahrung nicht hatten.

## Martinsschule

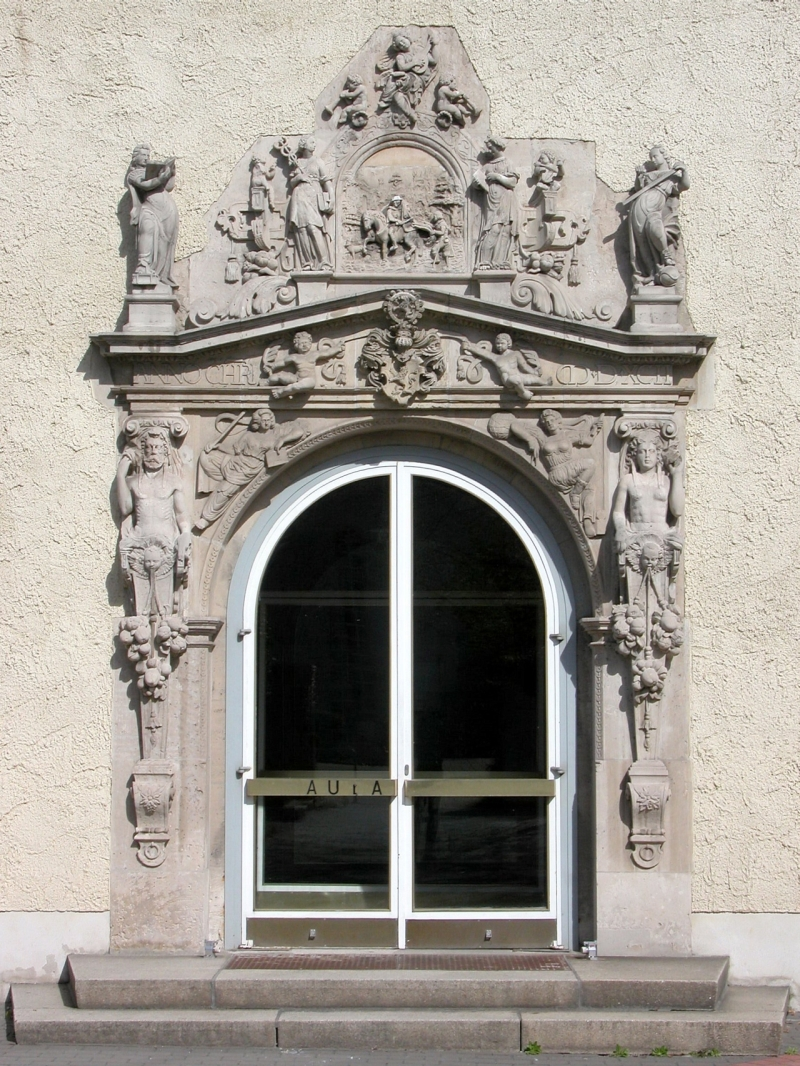
Eingangsportal der Martinsschule, heute Eingang zur Aula des Martino-Katharineums

Die Martinsschule wurde im Zweiten Weltkrieg in der Bombennacht des 15. Oktober 1944 zerstört. Von der Martinsschule existiert heute lediglich ein Portal an Eingang zur Aula des Gymnasiums Martino-Katharineum.
Im Jahre 1592 erhielt Kircher zu Beginn der Arbeiten am 3. März die Anwartschaft auf 400 Taler für die Anfertigung der Portalfiguren und des -schmucks. Paul Jonas Meier belegt diese Auffassung: „Den Ausschlag für Kirchners Tätigkeit an der Plastik der Martinsschule gibt aber die Ostseite des Gewandhauses. die über den ganzen Bau sich erstreckenden Köpfe und Masken haben mit den Köpfen der Karyatiden am Portal der Schule die allergrößte Ähnlichkeit, namentlich in der ungewöhnlich scharfen, ja eckigen Ausbildung.“
Als weitere Unterstützung seiner These werden die Arbeiten von Portalen Kirchers im Stilvergleich herangezogen (siehe weiter unten: Weitere Werke).
Im April 1592 wurden die Bauarbeiten mit dem Abriss der alten Fachwerkgebäude durch Zimmerleute begonnen, der Grund von der Stadt für 25 Mark 1 Schilling und 2 Pfennig gekauft und anschließend der morastige Untergrund in Okernähe mit Pfahl- und Schlingwerk vorbereitet. Braunschweiger Rogensteine vom Braunschweiger Nußberg bildeten die Grundlage der Fundamente. Am 14. Juni wurde der Grundstein gelegt.
Mit den Zimmererarbeiten wurde Hans Meier beauftragt. Am 31. August erhielt Jürgen Röttger 18 Schilling für einen Kragstein und für Schnitzarbeiten und etliche Kopfbilder (Masken) am 18. September 6 Mark sowie als Trinkgeld für seine Gesellen 9 Schilling. Balthasar Kircher lieferte acht Kragsteine. Am 11. November erfolgte das Richtfest.
Nach einer Winterpause wurde im April 1593 am Bauwerk weiter gearbeitet und im Mai und Juni wurden die drei Erker des Vorhauses bebaut. Der Bildhauer Jürgen Röttger schlug die Köpfe des Erlösers und zwei Engelsköpfe in Stein, wofür er je 1 Taler erhielt. Die Steine hierfür lieferte Kircher.

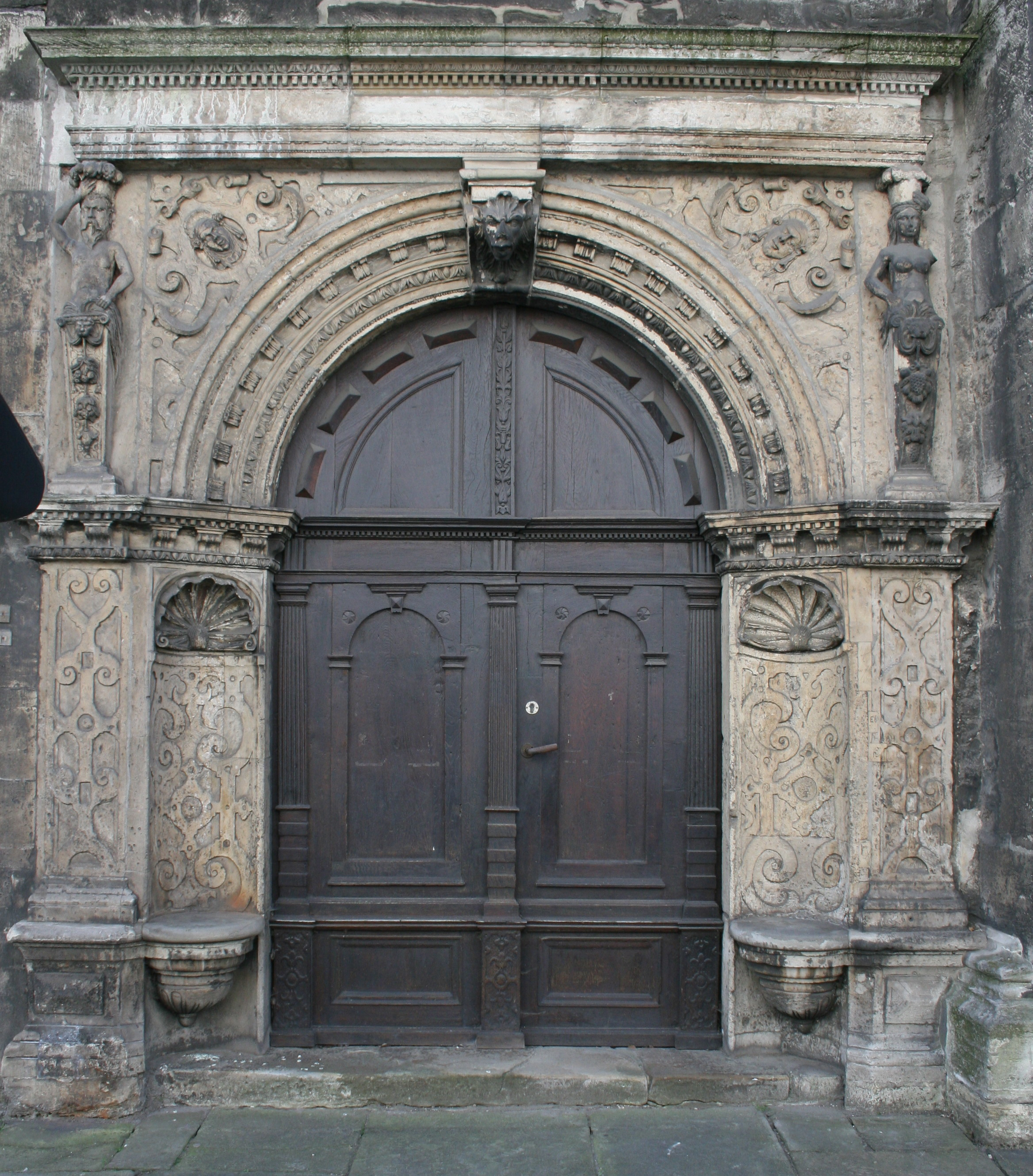
Brüdernkirche-Portal aus Elmkalkstein

## Weitere Werke in Braunschweig
- Portal an der Nordseite der Brüdernkirche
- Portal in der Reichsstraße 32 (1592)
- Eingang in den Vorraum der Brüdernkirche
- Tür im Hause Ägidienmarkt 13
- Attika im Hause Gördelingerstraße 43 (1584)
- Brunnen am Marstall (11. September 1592)